# 約翰三世 (拿騷-拜爾施泰因)
約翰三世（Johann III. von Nassau-Beilstein，1490年—1561年12月11日），拿騷-拜爾施泰因伯爵，約翰二世的兒子。約翰三世去世時沒有後代，拿騷-拜爾施泰因一系絕嗣。